# ジョージ・クリントン (第8代リンカーン伯爵)
第8代リンカーン伯爵ジョージ・クリントン（英語: George Clinton, 8th Earl of Lincoln、1718年 – 1730年4月30日）は、イギリスの貴族。

## 生涯
第7代リンカーン伯爵ヘンリー・クリントンとルーシー・ペラム（初代ペラム男爵トマス・ペラムの娘）の長男として生まれた。
1728年9月7日に父が死去すると、リンカーン伯爵の爵位を継承した。しかし、2年後の1730年4月30日に早世、弟ヘンリーが爵位を継承した。